# Měník (Bílá Lhota)
Měník (dř. Měnínek, něm. Mienik, lat. Menes) je malá vesnice, část obce Bílá Lhota v okrese Olomouc. Nachází se asi 1 km na východ od Bílé Lhoty. Prochází zde silnice II/635. V roce 2009 zde bylo evidováno 50 adres. V roce 2001 zde trvale žilo 113 obyvatel.
Jde o ves hromadného typu na svažitém území. Domy, většinou podélně řazené, obestupují otevřenou přibližně obdélníkovou náves a krátké místní komunikace. 
Měník je také název katastrálního území o rozloze 1,95 km2.

## Název
Původní jméno vesnice bylo Měnín a bylo odvozeno od osobního jména Měna (v jehož základu je sloveso mieniti - "mínit"). Význam místního jména byl "Měnův majetek". V 15. století se jméno vesnice zdrobnilo na Měnínek, které bylo přejato do němčiny jako Mienekh a odtud zpět do češtiny s novou příponou -ík.

## Historie
Obec se poprvé připomíná roku 1358, kdy byla v majetku místních vladyků z Měníka. Roku 1387 intabuloval markrabě Jošt Měník a Řimice Oldřichu Štosovi z Bránic a svým komorníkům Ješkovi a Jindřichu Pluhovi. Jan Haštal z Měnínka intabuloval roku 1437 obec Janu Chudobínovi z Bařic. Od roku 1555 byl Měník součástí Úsovského panství. Původně byla obec přifařena do Měrotína (matriky od roku 1648), po roce 1786 do Bílé Lhoty.

## Obyvatelstvo

### Struktura
Vývoj počtu obyvatel za celou obec i  za jeho jednotlivé části uvádí tabulka níže, ve které se zobrazuje i příslušnost jednotlivých částí k obci či následné odtržení. 
| Místní části   | Místní části | 1869 | 1880 | 1890 | 1900 | 1910 | 1921 | 1930 | 1950 | 1961 | 1970 | 1980 | 1991 | 2001 | 2011 |
| -------------- | ------------ | ---- | ---- | ---- | ---- | ---- | ---- | ---- | ---- | ---- | ---- | ---- | ---- | ---- | ---- |
| Počet obyvatel | část Měník   | 245  | 207  | 227  | 251  | 248  | 258  | 226  | 200  | 221  | 191  | 136  | 115  | 113  | 104  |
| Počet domů     | část Měník   | 34   | 37   | 37   | 38   | 39   | 42   | 45   | 49   | -    | 53   | 42   | 44   | 43   | 42   |

## Pamětihodnosti
- Kaple Panny Marie Růžencové na návsi, z poloviny 19. století.
- Kaple sv. Cyrila a Metoděje u polní cesty do Řimic
- Krucifix z roku 1857, na východním okraji vesnice. Podstavec je zdoben reliéfem Panny Marie Bolestné.
- Vrch Třesín, přírodní památka a národní přírodní památka